# Haworthia nigra
Haworthia nigra är en grästrädsväxtart som först beskrevs av Adrian Hardy Haworth, och fick sitt nu gällande namn av John Gilbert Baker. Haworthia nigra ingår i släktet Haworthia och familjen grästrädsväxter.

## Underarter
Arten delas in i följande underarter:
- H. n. diversifolia
- H. n. nigra

## Bildgalleri

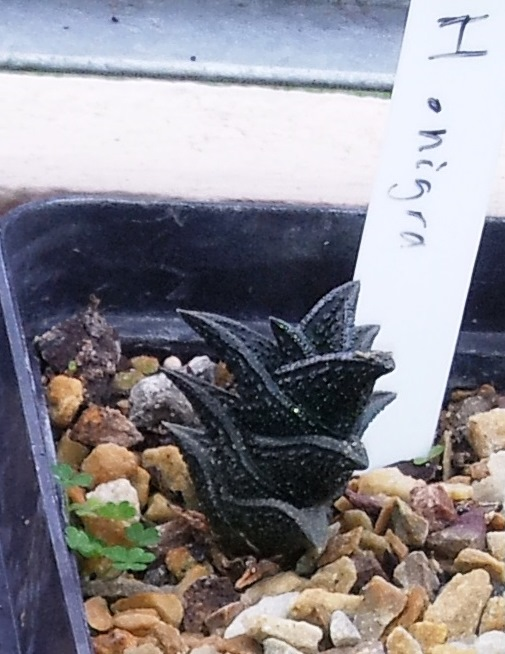